# Cynops wolterstorffi
Cynops wolterstorffi är en groddjursart som först beskrevs av George Albert Boulenger 1905.  Cynops wolterstorffi ingår i släktet Cynops, och familjen vattensalamandrar. Arten har bara siktats i Yunnan-provinsen i Kina och inga levande exemplar har identifierats sedan 1979. IUCN kategoriserar arten globalt som utdöd. Inga underarter finns listade.